# 鈴木雄介
铃木雄介（日语：／ Suzuki Yūsuke，1988年1月2日—）生于石川县能美郡辰口町，是一名日本男子田径运动员，主攻竞走项目，曾就读于顺天堂大学。他曾于2015年3月15日在能美市打破男子20公里竞走世界纪录。2018年2月9日，铃木所属俱乐部富士通公布消息称，铃木因不当向日本田径联盟申请30万日元强化费，而于2017年10月被禁赛6个月。